# Speyer-Nord

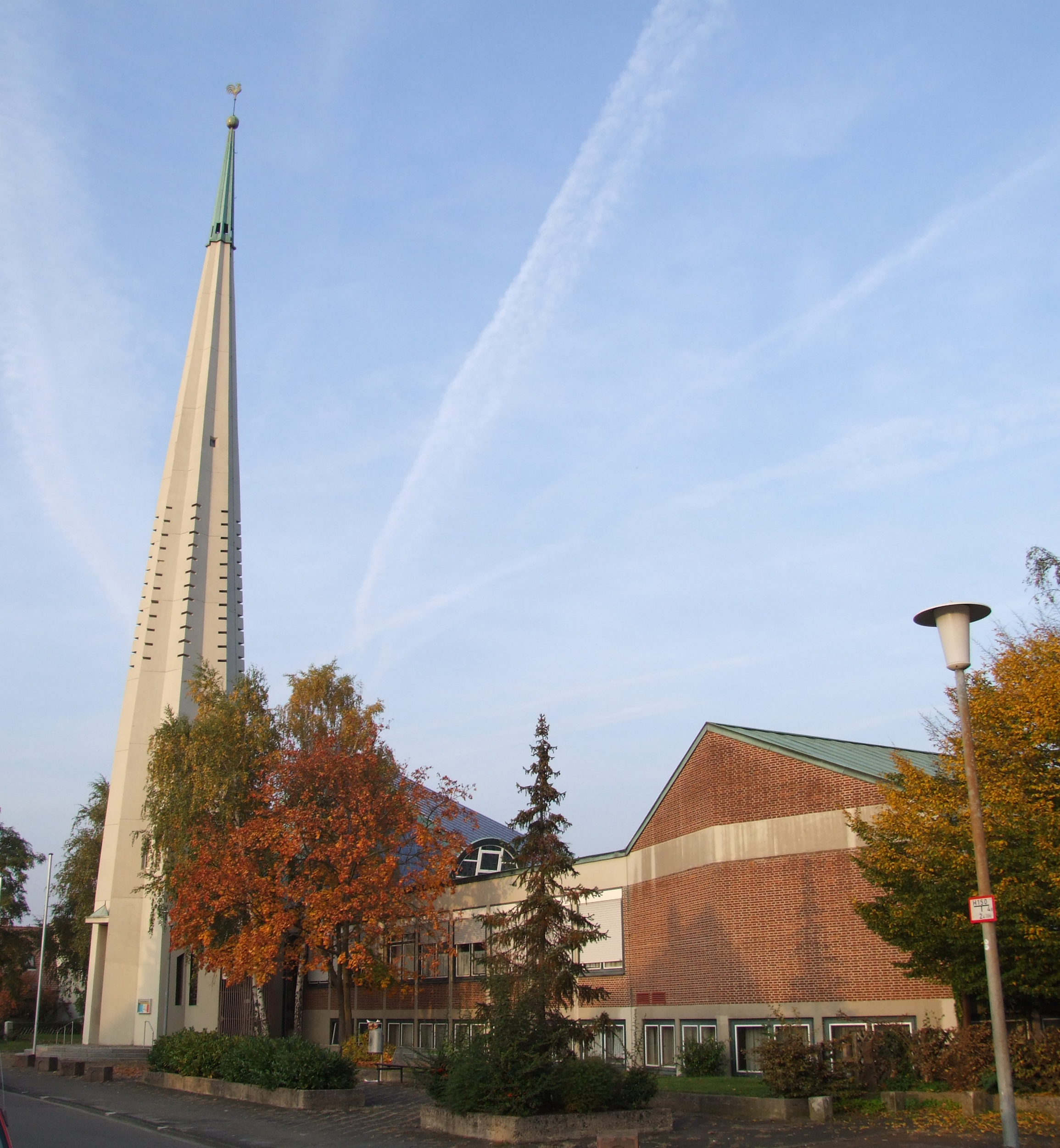
Die Skyline von Speyer-Nord wird von zwei Kirchtürmen geprägt. Vom hier abgebildeten sternförmigen Turm der protestantischen Christuskirche und vom unten abgebildeten Turm der kath. Kirche St. Konrad. Im Turm lebt ein Falkenpärchen, das man oft über Speyer-Nord kreisen sieht.

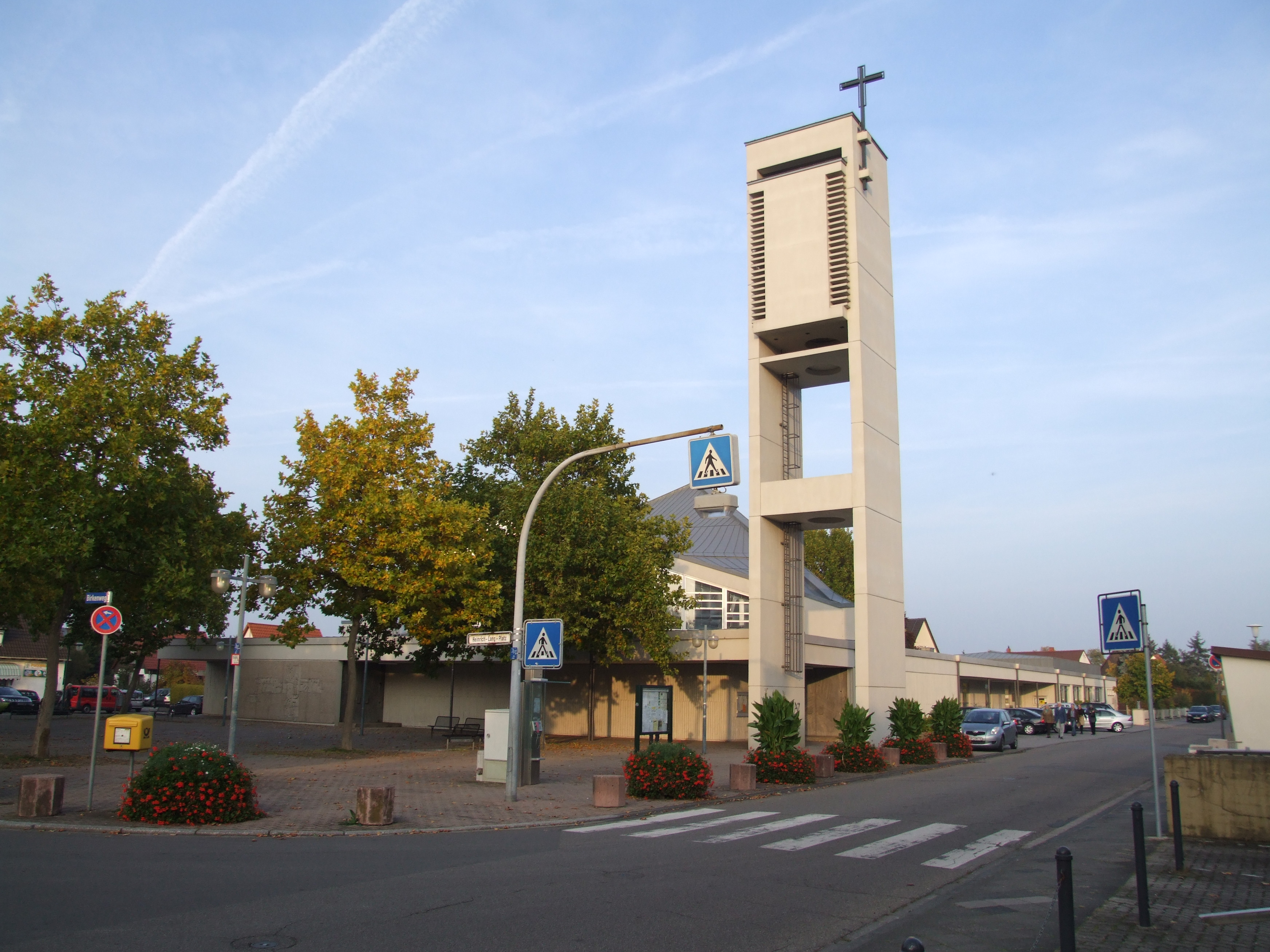
St. Konrad, Zentrum einer kath. Pfarrei. Die im Glockenhaus lebenden Fledermäuse kann man an Sommerabenden bei ihrer Jagd nach Insekten überm Heinrich-Lang-Platz, dem Zentrum von Speyer-Nord beobachten

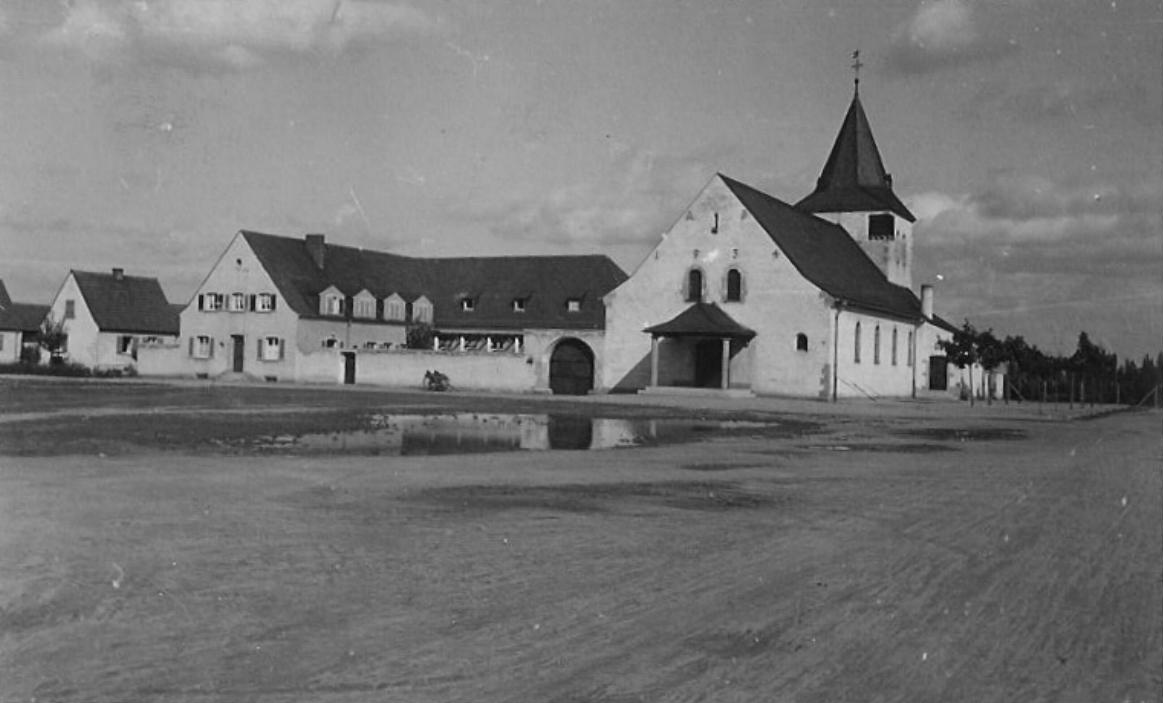
Das alte St. Konradskirchlein, 1934–1971

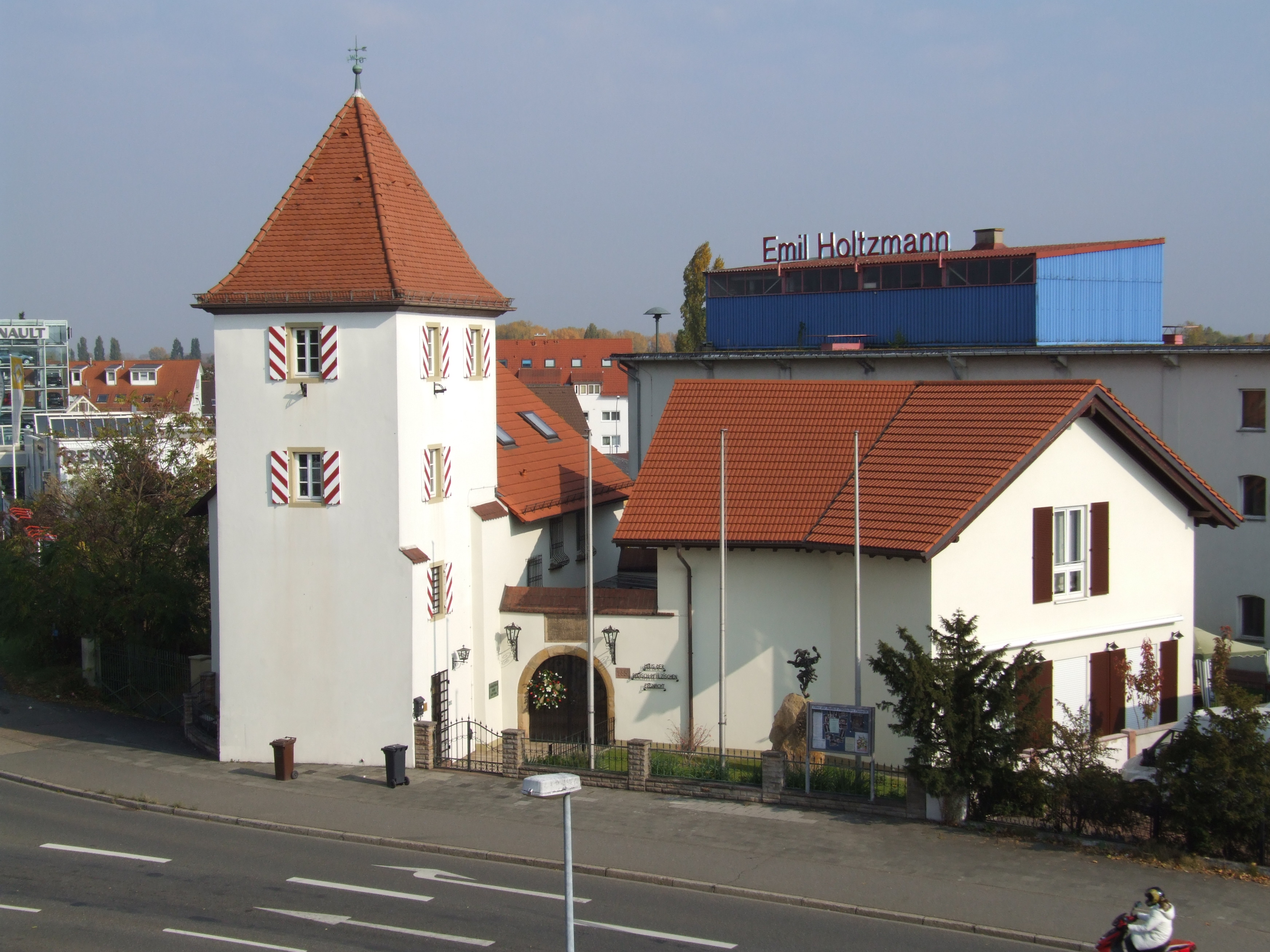
Das älteste Gebäude von Speyer-Nord ist der Wartturm, früher Teil der vorgeschobenen Speyerer Landwehr, heute Heimat des Fasnachtsmuseums Speyer.

Speyer-Nord ist der nördlichste Stadtteil von Speyer mit heute (2016) etwa 10.000 Einwohnern. Hervorgegangen ist der Stadtteil 1932 aus einer Siedlung, die während der Weltwirtschaftskrise von den Neusiedlern in Selbsthilfe mit finanzieller Unterstützung der Weimarer Republik gemäß dem Reichsheimstättengesetz errichtet wurde.

## Lage, Ausdehnung, Gliederung
Der Kern des neuen Stadtteils einige hundert Meter nördlich der Wormser Warte, die zur alten Speyerer Landwehr gehörte, lag weit außerhalb des traditionellen Siedlungsgebietes von Speyer und bescherte zunächst den dort lebenden z. B. Kirchgängern oder Schülern einen Fußmarsch von 5 km über die Wormser Landstraße bis zum Gottesdienst oder der Schule.

### Gewerbegebiet Wormser Landstraße / Auestraße
Früher endete die Kernstadt, abgesehen von einer Hausreihe entlang der Wormser Landstraße bis zum Städtischen Friedhof, südlich des Woogbachs, am sogenannten Rauschenden Wasser. Zwischen die Kernstadt und Speyer-Nord hat sich inzwischen ein großes Gewerbe- und Einkaufsgebiet Wormser Landstraße, Neudeck, zum Rhein Auestraße samt Nebenstraßen, Tullastraße geschoben. Dieses Gebiet wird z. B. in den Pfarreigrenzen überwiegend zu Speyer-Nord gezählt (Grenze Auestraße).

### Speyer-Ost
Die noch länger bestehende Lücke zwischen Kernstadt und diesem Gewerbegebiet wurde in den letzten Jahrzehnten mit Wohngebieten von der Kernstadt her bebaut. Diese Gebiete werden meist als Speyer-Ost bezeichnet, weil sie alle östlich der nördlichen Nord-Süd-Verbindung der Stadt Speyer, der Wormser Landstraße, liegen. Westlich der Wormser Landstraße, Höhe Auestraße liegt zunächst der sehr große parkähnliche Friedhof Speyer und noch weiter westlich ein Industriegebiet entlang der Bahnlinie Speyer-Schifferstadt auf das dann der Stadtteil Speyer-West folgt.

### Speyer-West und Gewerbegebiet Nord-West
Auch das Waldgebiet im Südwesten von Speyer-Nord, westlich der Schifferstadter Straße, das den Stadtteil von den nördlichen Teilen des noch jüngeren Stadtteils Speyer-West, westlich der Iggelheimer Straße, trennte, ist inzwischen einem großen Gewerbe- und Industriegebiet gewichen. Die Lücken dieses Gebietes wurden ebenfalls teilweise mit Wohnbebauung gefüllt. Als Grenze der Stadtteile gilt teils die Bahnlinie Speyer-Schifferstadt, teils die Iggelheimer Straße. In dem spitzen Geländeabschnitt zwischen diesen beiden Verkehrssträngen lag früher eine französische Kasernenanlage mit einem großen Fahrzeugdepot, das Lyauteygelände, heute das Gewerbegebiet Lyautey.

## Häusergruppen, Rinkenberger Hof, Kurpfalzkaserne, Gehöfte, Seengebiete
Zu Speyer-Nord, das wegen seiner Ursprünge auch Siedlung genannt wird, gehören noch drei weitere abgetrennte Häusergruppen, eine große Kasernenanlage und zwei Seengebiete.
Ganz im Nordwesten, westlich der B 9 liegt der Rinkenbergerhof, einst eine Gehöftgruppe mit einigen Waldarbeiterhäusern.

### Kurpfalzkaserne und Außenstellen

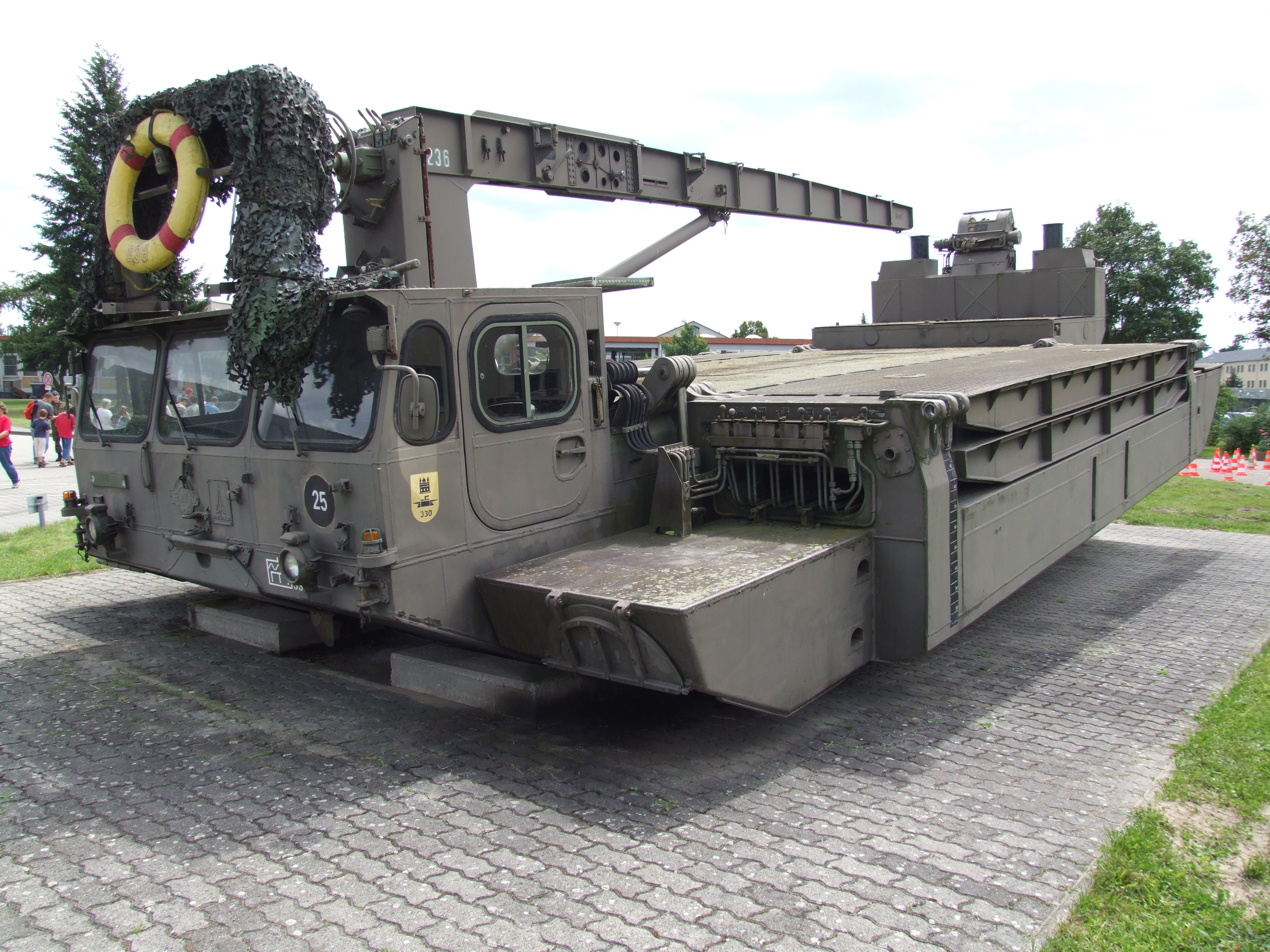
Pionierbrückenfahrzeug, aufgestellt in der Kurpfalzkaserne

Im Norden der Kernsiedlung befindet sich die große Kurpfalzkaserne die während ihrer Nutzung durch die Bundeswehr auch über eine Außenstelle in der Rheinniederung für Pionierübungen und einen Standortübungsplatz im Speyerer Wald verfügte.
Der Bundeswehrstandort bestand, seitdem im Dezember 1962 bzw. Januar 1963 die Fallschirmpionierkompanie 260 aus Mannheim und das Luftlandeartilleriebataillon 265 aus Großengstingen in eine neu errichtete Kaserne nördlich der Siedlung zogen. Um Wohnraum für die Soldatenfamilien zu schaffen, errichtete die GEWO westlich der Spaldinger Straße im Waldgebiet Geschosswohnungen.
Zuletzt war dort das Spezialpionierbataillon 464 mit folgenden Einheiten untergebracht:
1./ SpezPiBtl 464 (StVers)
2./ SpezPiBtl 464 (Feldlager)
3./ SpezPiBtl 464 (Feldlager)
4./ SpezPiBtl 464 (Feldlager)
5./ SpezPiBtl 464 (Feldlager)
6./ SpezPiBtl 464 (Feldlager)
7./ SpezPiBtl 464 (Pipeline)
8./ SpezPiBtl 464 (Militär-Feuerwehr)
Das Spezialpionierbataillon war das erste einsatzfähige Feldlagerbetriebsbataillon der Bundeswehr und verfügte über eine Pipelinepionierkompanie. Es war primär für die Auslandseinsätze der Bundeswehr gegliedert. Die Soldaten waren an Auslandseinsätzen der Bundeswehr wie KFOR, EUFOR (bis 2. Dezember 2004 SFOR) und ISAF beteiligt.
Heute befindet sich auf dem ehemaligen Kasernengelände unter anderem eine Außenstelle der rheinland-pfälzischen Landeserstaufnahmeeinrichtung für Flüchtlinge.
Unmittelbar südlich der Außenstelle der Bundeswehr in der Rheinniederung zwischen Binsfeld und Angelhofer Altrhein mit Übungsgelegenheit im Angelhofer Altrhein bestand lange ein Standort von französischen Brückenpionieren, das Quartier Riberpray, das heute von der Bundeswehr mitgenutzt wird. Der Wasserübungsplatz Reffenthal nimmt eine Fläche von 66,5 Hektar ein.

### Spitzrheinhof, Ketscher Fahr, Speyerlach

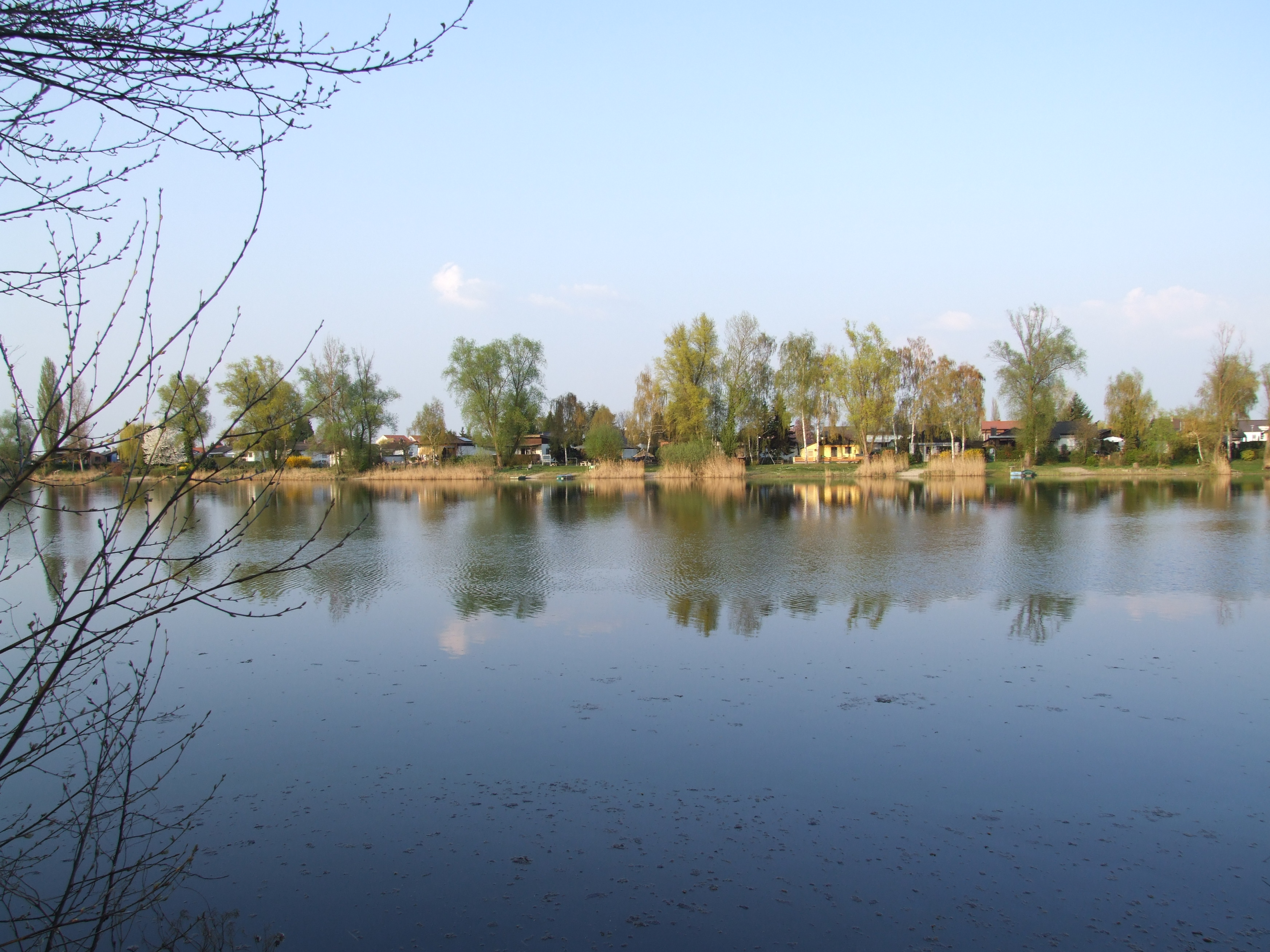
Einer der acht Seen im Binsfeld: Speyerlachsee, früher Altrheinarm unterhalb des Hochgestades, dann verlandet, wurde zuletzt für zur Kiesgewinnung ausgebaggert.

Im Osten mitten im Feld auf der äußersten Kante des Hochgestades zur Rheinniederung liegt die Gehöftgruppe Spitzenrheinhof, meist als Spitzrheinhof bezeichnet. Unterhalb dieser Gehöftgruppe in der Rheinniederung in einem Teil der Altspeyerer Weide lag früher ein Altrheinarm. Dieser wurde vor der Verlandung von der Speyerer Fähre nach Ketsch, der Ketscher Fahr, genutzt. Diese wurde im Jahr 1231 erstmals erwähnt. Später ein nasses Gelände das als Speyerlach bezeichnet wurde, wurde der Name auf einen heute dort entstandenen nördlich rheinwärts gelegenen Baggersee, den Speyerlachsee übertragen.

### Seengebiet Binsfeld und Seen südlich der A 61
Nördlich der A 61 befindet sich in der Rheinniederung an einigen Baggerseen das Binsfeld, wo ca. 250 Häuser teils zum Wohnen, teils zu Wochenendzwecken genutzt werden. Von den dortigen acht Baggerseen nördlich der A 61 dem Speyerlachsee, dem Mondsee, dem Sonnensee, dem Biersiedersee und dem Silbersee sind die drei größten Seen Binsfeld, der Kuhunter und der Gänsedrecksee zu einem See verbunden.
Im Norden des Binsfeld liegt die Gemeinde Otterstadt.
In der Rheinniederung östlich der alten Kernsiedlung, südlich der Autobahn befinden sich weitere große Baggerseen (von West nach Ost) der Steinhäuserwühlsee mit dem Thomashof, der Wammsee mit dem Ludwigshof, die Deutsche Wühl mit dem Deutschhof und nordöstlich unmittelbar an der Autobahn die Elendherbergswühl.

## Umgebung und Nachbarorte
Im Nordwesten von Speyer-Nord schließt sich der Speyerer Wald und dann Schifferstadt an, im Norden Waldsee und Otterstadt, im Nordosten über den Rhein Ketsch und im Osten Gemeindegebiet von Altlußheim.

## Gesellschaftliches Leben, Kirchen

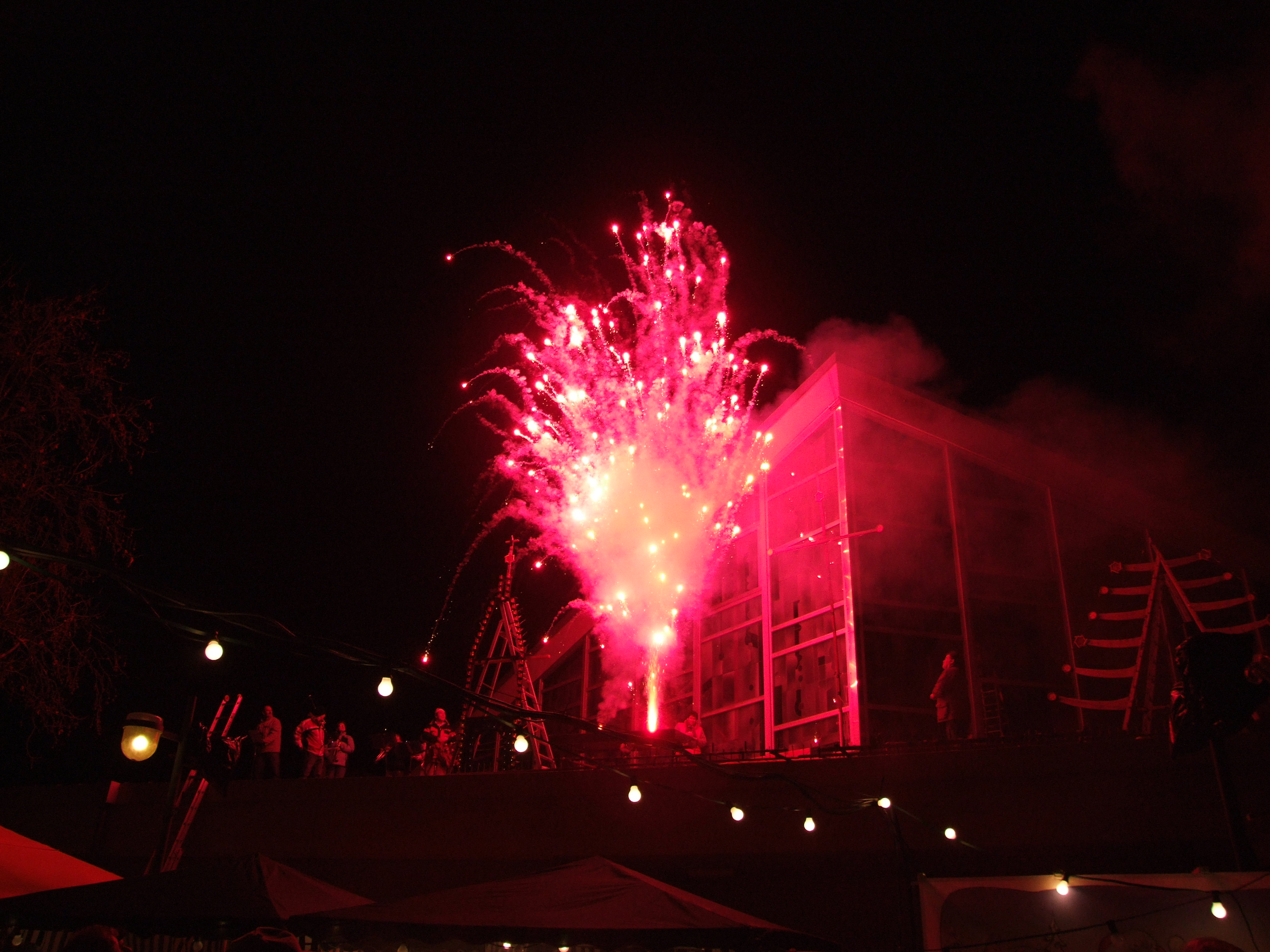
Feuerwerk am Adventsmarkt Speyer-Nord 2008

Speyer-Nord verfügt aufgrund seiner Geschichte und Lage über ein eigenes Gesellschafts- und Vereinsleben. Kern dieses Lebens war zunächst der vereinsmäßige Zusammenschluss der Siedler in der Siedlergemeinschaft Speyer e. V. und deren Siedlergemeinschaftshaus, dann die evangelische und katholischen Gemeinschaften, die bald Pfarreien wurden.
Eine katholische Kirche St. Konrad wurde bereits 1934 gebaut.
Die Protestanten bauten zunächst 1935 am Eichenweg, westlich des Siedlergemeinschaftshauses eine Gemeindehaus und später 1962–1964 die Christuskirche mit Gemeindezentrum.
Später kamen eine ganze Reihe von Vereinen beginnend insbesondere mit dem Chor MGV Speyer-Nord und dem Fußballverein ASV Speyer hinzu, die heute im Ortskartell Speyer-Nord zusammengeschlossen sind.
Höhepunkte im gesellschaftlichen Leben sind das traditionelle Siedlerfest im Sommer, die Pfarrfeste der beiden Pfarreien, der von mehreren Vereinen gemeinsam veranstaltete Siedlerfasching der Vereinsmeier und in neuerer Zeit der Adventsmarkt auf dem Heinrich-Lang-Platz.
1973 baute im Birkenweg die Freie Christengemeinde ein Gemeindezentrum. 1985 bis 1988 errichtete diese Gemeinde auf dem ehemaligen Siedlerfestplatz westlich des Birkenwegs das für ca. 300 Menschen gebaute Gemeindezentrum ARCHE. Die Gemeinde gehört zum Bund freikirchlicher Pfingstgemeinden KdöR.

## Infrastruktur und Sozialeinrichtungen
In Speyer-Nord befindet sich die Grund- und Hauptschule Siedlungsschule mit zwei Turnhallen und einer Mehrzweckhalle. Die Hauptschule wird in eine Realschule plus umgewandelt.
An Kindertagesstätten stehen zur Verfügung die Protestantische Kindertagesstätte Arche Noah, die Städtische Kindertagesstätte Regenbogen, der Städtische Kinderhort Schatzinsel, die  Städtische integrative Kindertagesstätte Pusteblume  und der Katholische Kindergarten St. Konrad.
Die Post unterhält eine Filiale am Heinrich-Lang-Platz.
Die Sparkasse Speyer unterhält seit 1956, die Volksbank seit 1960 eine Filiale in Speyer-Nord.

## Persönlichkeiten
- Seppl Scherer, eigentlich Josef Scherer, (* 11. Dezember 1913–2005) ist bisher der einzige Siedler, der mit einer Wegbenennung im Stadtteil, dem Seppl-Scherer-Weg, geehrt wurde. Der Weg verbindet den Eichenweg mit dem Siedlergemeinschaftshaus und die alten Wege der Ursiedlung mit dem Nußbaumweg, wo die kath. Kirche mit dem Siedlungsplatz, heute Heinrich-Lang-Platz, steht. Geboren in der Innenstadt in der Mehlgasse war er lange Vorstandsmitglied und 1963–1976 Jahre Vorsitzender der Siedlergemeinschaft, Vorsitzender des ASV (Allgemeiner Sport Verein) und treibende Kraft des Siedlerfestes. Auch die bis heute (2008) bestehende Altenstube der Siedlergemeinschaft hob er aus der Taufe. Schon in der Vorkriegszeit Mitglied der SPD vertrat er den Stadtteil 1964 bis 1979 auf der SPD-Liste im Stadtrat. Bei Themen wie Schulbau, Straßenbau oder Verkehrsanbindung etc. trat er aber überparteilich als Vertreter des Stadtteils auf. Die Ehrung erfolgte einstimmig und unter Anteilnahme aller Bürgermeister und Fraktionen.[10]
- Heinrich Lang hatte wesentlichen Anteil an der Entstehung der Siedlung, was weiter unten beschrieben wird. Ihm zu Ehren wurde der zentrale Platz der Siedlung Ecke Nußbaumweg/Birkenweg mit St. Konrad als Ostabschluss 1965 in Heinrich-Lang-Platz umgetauft (vorher Am Anger).

## Straßennamen
In der eigentlichen Siedlung wurden die Straßen nach Bäumen, später auch nach einigen Büschen, im östlich der Waldseer Straße gelegenen Blumenviertel nach Blumen, in der Nordwestecke nach Vögeln benannt. Nur die beiden hier oben genannten Personen wurden mit Namensbenennungen von Straßen geehrt. Die Namen von zwei katholischen Kirchenmännern, Gesellenvater Adolph Kolping und Arbeiterbischof Wilhelm Emmanuel von Ketteler markieren das von einem katholischen Verein getragene Siedlungsprojekt östlich von St. Konrad.
Inzwischen wurde noch die über die Rheinniederung geführte neue Verbindungsstraße zur Auestraße nach dem Rheinbegradiger Tulla benannt und im Gewerbegebiet, das den Wald zwischen Speyer-Nord und Speyer-West verdrängte, wurden Naturwissenschaftler, Ingenieure und Industrielle geehrt.

## Die Siedlung

### Geschichte der Siedlung
Laut Ferdinand Schlickel:

#### Hintergrund
In der 1929 ausgelösten Weltwirtschaftskrise stieg die Arbeitslosigkeit in Deutschland von 800.000 im Jahr 1928 auf 6,2 Millionen im Jahr 1932. Dieser Arbeitslosigkeit und der damals grassierenden Wohnungsnot versuchte die Weimarer Republik in dieser Zeit auch durch Wohnungsbauprogramme beizukommen. Mit drei Notverordnungen von Reichskanzler Heinrich Brüning, in denen vor allem Beamtengehälter gekürzt wurden, sollten diese und andere Maßnahmen bezahlt werden. Das Siedlungsprogramm startete reichsweit im Jahr 1931. Der Finanzminister, Herrmann Dietrich, wollte Einfachhäuser für Familien mit Gärten zur Selbstversorgung auf kommunalen und staatlichen Parzellen bauen. Dabei sollten die Siedler stark mithelfen.

#### Heinrich Lang
In Speyer sprach sich der bei der Kreisregierung beschäftigte Wohnungsbaurat Erster Klasse Dipl.-Ing. Heinrich Lang (* 1878–1938), Vorstandsmitglied des Pfälzischen Wohnungsbauverbandes dafür aus, Siedlerstellen zu schaffen. Vertreter des Baugewerbes fürchteten entgangene Aufträge und protestierten gegen den Vorschlag. Während in der Stadt die Pläne diskutiert wurden, arbeitete Heinrich Lang mit dem damaligen Oberbürgermeister Karl Leiling und den Stadträten Entwürfe aus für ein Baugebiet „Ob der Sandgrube“. 86 Siedlerstellen sollten auf dem damaligen Landübungsplatz der Pioniere zwischen Spaldinger Straße (damals Mutterstädter Straße) und Waldseer Straße nördlich der kleinen Sandgrube (heute Wäldchen) fernab der alten Stadt entstehen. Das Gelände sollte in Pacht, nach heftigen Protesten von Heinrich Lang in Erbpacht vergeben werden. Heinrich Lang organisierte auch die Geldbeschaffung über das Land, damals für die Pfalz Bayern, und die Reichsregierung in Berlin.

#### Stadtratsbeschluss
Am 15. April 1932 sprach sich der Speyerer Stadtrat mit 26 Ja- und 3 Nein-Stimmen für das Projekt im Norden aus. Zerschlagen hatten sich Überlegungen, das Projekt am ehemaligen Pionierübungsplatz an der Landauer Straße (im Süden der Stadt) bzw. im Erlich (im Westen) zu verwirklichen. Zur Verfügung stellte der Stadtrat ein Gelände von 84.500 m². Schon vor dem Beschluss jedoch waren am 8. April 1932 im späteren Kiefernweg die ersten vier Keller ausgehoben worden.

#### Finanzierung
Ab hier wieder: Ferdinand Schlickel: Bis zu 14 Arbeitsstunden am Tag. Wohnungsnot weit und breit. Aus den ersten Jahren der Siedlung. In: Speyerer Siedlerfest 2006. herausgegeben von der Siedlergemeinschaft Speyer e. V., Robert Weber Offsetdruck OHG, Speyer 2006
Zunächst zur Vorfinanzierung von 38 Wohnungen erhält die Stadt Speyer als Kredit, verbürgt vom bayrischen Staat, 95.000 Reichsmark von der Bau- und Bodenbank.
Für jedes der 38 Häuser hatte Heinrich Lang 5.950 Reichsmark Baukosten kalkuliert. Der Kredit sicherte 40 %. Jeder Siedler sollte 53 % Eigenleistung beisteuern. Die fehlenden 7 % glich Heinrich Lang aus, indem er den Bau mit der Arbeitsleistung von Arbeitslosen unterstützte, die als Entlohnung jeden Tag ein Mittagessen und 7 Reichsmark pro Woche erhielten.

#### Wilhelm Immesberger
Die Bauaufsicht und die Bauleitung wurde Regierungsbauamtmann Wilhelm Immesberger übertragen. Der aus der Nordpfalz stammende Immesberger, gelernter Maurer, hatte sich weitergebildet zum geprüften Hochbautechniker. Umfassend als Bauleiter tätig, wird er in Veröffentlichungen auch als Architekt bezeichnet.
Beauftragt vom Oberbürgermeister mit der Aufgabe sogenannte Volkswohnungen zu entwerfen, sträubt er sich gegen die Bedingungen und nennt die Aufgabe „Barackenauftrag“. Er wolle die Menschen aus dem Elend herausholen und sie nicht in neuen Elendshütten unterbringen. Er entwirft stattdessen ein Musterhaus und setzt sich damit durch. Kein Wohnung, so hatte er gefordert, solle unter 63 Quadratmeter gebaut werden. Immesberger leitete die Arbeitslosen auch praktisch an, etwa zum Mauern. So ist sein Spruch überliefert den Beton „stabil, awwer ach net zu deier“ (teuer) zu mischen. Er gewann Vertrauen und Zuneigung der Siedler.

#### Baufortschritt, Große und Kleine Siedlung, Otterstadter Weg
Am 11. Mai 1933 wurden die fertigen Rohbauten der ersten 7 Doppelhäuser unter 14 Siedlerfamilien unter notarieller Aufsicht verlost. Die Technik eine Gruppe Häuser erst nach Fertigstellung des Rohbaus unter den gemeinsam mitbauenden Siedlern zu verlosen, sollte dafür sorgen, dass die Helfer bei allen Häusern gleich sorgfältig und mit gleich viel Zement bauten. Diese Technik wurde später auch bei den katholischen Siedlungsprojekten in der Kolping- und der Kettelerstraße angewandt. Bis Ende 1934 wurden unter Immesbergers Aufsicht 59 Doppelhäuser für 118 Familien zwischen Waldseer und Spaldinger Straße gebaut. Dieses Gebiet wird Große Siedlung genannt. Am Erlenweg östlich der Waldsser Straße entstehen 6 zweigeschossige Häuser. Diese Gebiete liegen über der Rheinniederung auf Sandböden, die von früher hier verlaufenden Bächen abgelagert wurden.
Im von der Großen Siedlung östlich gelegenen Otterstadter Weg, der entlang eines alten Prallhangs einer längst verlandeten Altrheinschleife verläuft und der komplett in der Rheinniederung liegt, wurden zunächst 42 Volkswohnungen und später weitere 36 errichtet. Dieses Gebiet wurde als Kleine Siedlung oder Kleinsiedlung bezeichnet.

#### Zeitabfolge
Die erste Bebauung der Großen Siedlung von Kiefernweg, Eichenweg, Ahornweg, Ulmenweg erfolgte 1932, die des Nußbaumwegs 1934, östlich der Waldseer Straße 1937 die des Erlenwegs und des Buchenwegs, letzterer mit 27 Siedlungshäusern. Der zum Spitzrheinhof führende Otterstadter Weg wurde ab 1935 mit den Volkswohnungen bebaut.

#### Schuldentilgung, Ablösung der Erbpacht
Im ersten Bauabschnitt betrug die monatliche Zahlungsverpflichtung für den Kredit für die Siedlerstellen 11 bis 13 Mark. Die späteren Häuser mit 79,5 m² Wohnungsfläche verursachten Rückzahlungpflichten in Höhe von monatlich 24 Mark, bei einem üblichen Wochenverdienst von 25 Reichsmark. Viele Arbeitslose hatten aber weniger zur Verfügung.
Die Probleme mit der Erbpacht bei Vergrößerung der Gebäude, bei Verkauf und Erbteilung lösten sich erst, als nach dem Zweiten Weltkrieg mit Bürgermeister Langlotz noch vor der Währungsreform 1948 eine Ablösung der Erbpacht ermöglicht wurde und die Siedler Eigentümer wurden.

### Bildergalerie Geschichte der Siedlung

#### Hausbau

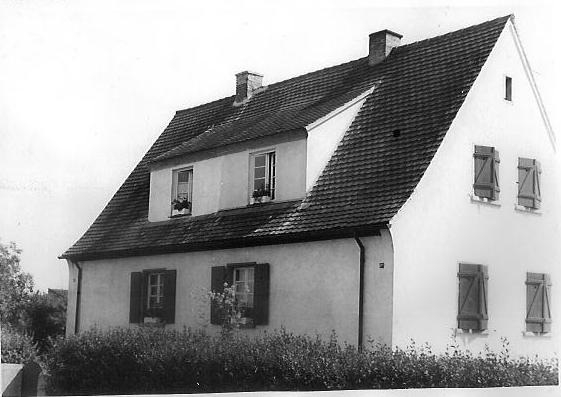
Typisches Siedlungshäuschen in Speyer-Nord
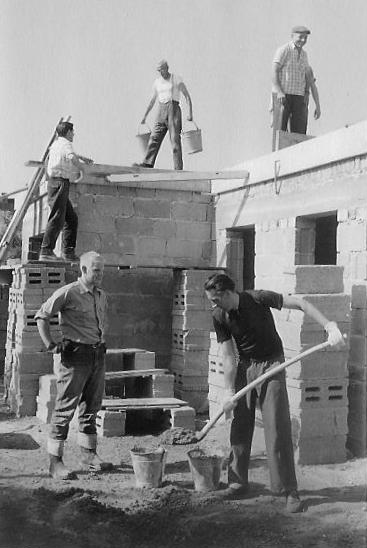
Die Häuser entstanden in Selbsthilfe und in Gemeinschaft

#### Siedlerfest in den 1950er Jahren

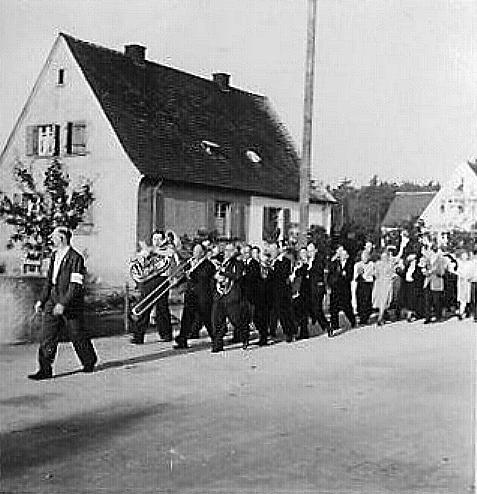
6.00 Uhr, Weckruf der Blaskapelle zum Siedlerfest
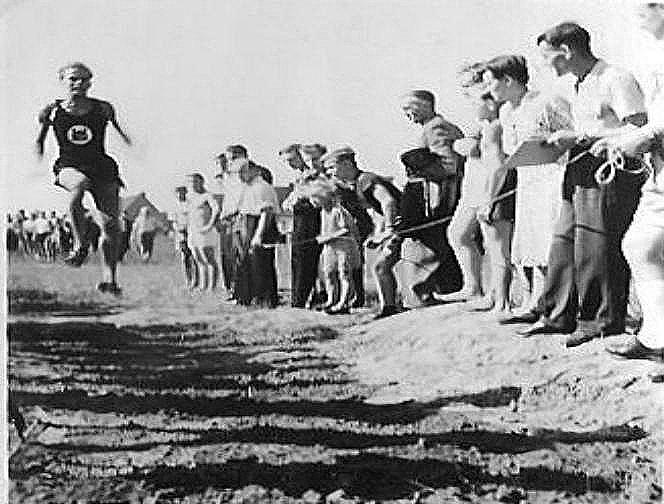
Von 8.00–10.00 fanden Leichtathletikwettkämpfe statt
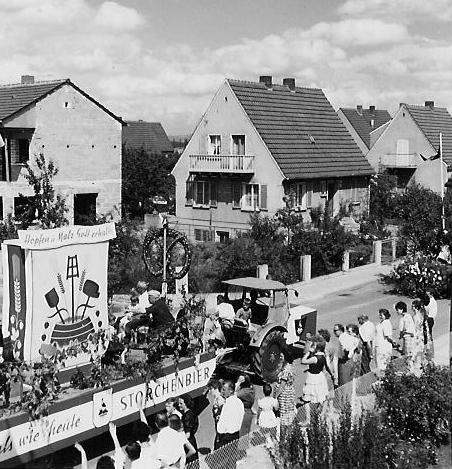
Früher dauerte der nachmittägliche Siedlerfestumzug gut zwei Stunden

#### St. Konrad

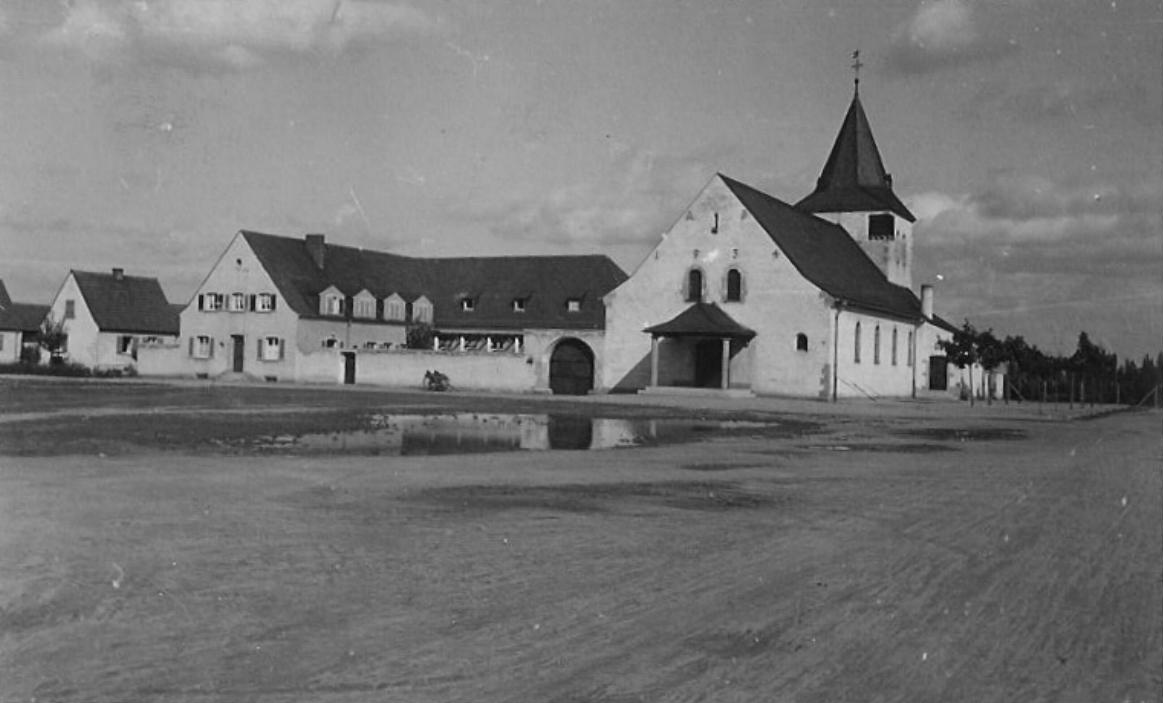
Altes St. Konradskirchlein, Speyer, 1934–1969
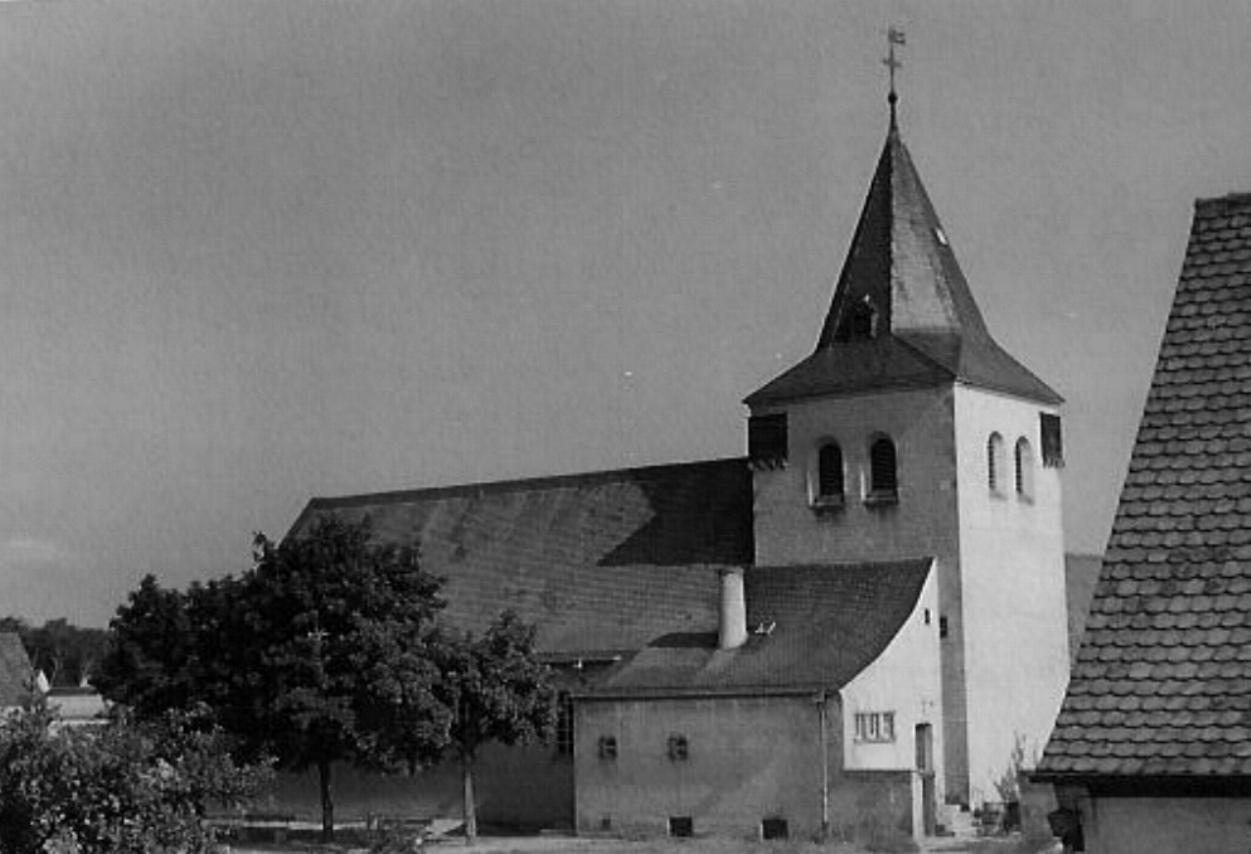
St. Konrad, Speyer, von Südosten